# Vietato morire (singolo)
Vietato morire è un singolo del cantautore albanese Ermal Meta, pubblicato l'8 febbraio 2017 come primo estratto dall'album omonimo.

## Descrizione
Traccia d'apertura dell'album, il brano funge da seguito per il singolo Lettera a mio padre del 2014, nel quale Meta descriveva il rapporto conflittuale con una figura paterna violenta. In questo testo viene invece trattato il tema più generale della violenza domestica. Il brano è di speranza ed è dedicato alla madre, che trovò il coraggio di troncare ogni rapporto con il marito e di trasferirsi con i tre figli in Italia, lasciandosi il passato alle spalle.
Meta ha presentato per la prima volta dal vivo il brano in occasione della sua partecipazione al Festival di Sanremo 2017, con il quale si è classificato al terzo posto. Nel corso della suddetta manifestazione è stato inoltre riconosciuto con il Premio della Critica.
Una versione alternativa del brano è stata inclusa come traccia d'apertura del terzo disco dell'edizione deluxe dell'album.

## Tracce
1. Vietato morire – 3:31 (Ermal Meta)

## Formazione
Musicisti
- Ermal Meta – voce, cori, arrangiamento, pianoforte, sintetizzatore, chitarra, basso
- Emiliano Bassi – batteria
- Feyzi Brera – archi
- Andrea Vigentini – cori

Produzione
- Ermal Meta – produzione, registrazione presso lo Stone Room Studio
- Roberto Cardelli – registrazione presso lo Stone Room Studio
- Giordano Colombo – registrazione batteria presso gli Auditoria Records
- Cristian Milani – missaggio
- Stefano Salonia – assistenza tecnica
- Antonio Baglio – mastering

## Classifiche
| Classifica (2017) | Posizione massima |
| ----------------- | ----------------- |
| Italia            | 7                 |